# Расмуссен, Эйнар
Э́йнар Ма́гнар Ра́смуссен (норв. Einar Magnar Rasmussen; 16 июля 1956, Осло) — норвежский гребец-байдарочник, выступал за сборную Норвегии в середине 1970-х — конце 1980-х годов. Участник трёх летних Олимпийских игр, четырёхкратный чемпион мира, победитель многих регат национального и международного значения.

## Биография
Эйнар Расмуссен родился 16 июля 1956 года в Осло. Активно заниматься греблей начал с раннего детства, проходил подготовку в каноэ-клубе города Флеккефьорда.
Первого серьёзного успеха на взрослом международном уровне добился в 1975 году, когда попал в основной состав норвежской национальной сборной и побывал на чемпионате мира в югославском Белграде, откуда привёз награду золотого достоинства, одержав победу в зачёте четырёхместных байдарок на дистанции 10000 метров. Благодаря череде удачных выступлений удостоился права защищать честь страны на летних Олимпийских играх 1976 года в Монреале — в километровой дисциплине байдарок-четвёрок дошёл до финальной стадии, но в решающем заезде финишировал лишь шестым.
В 1978 Расмуссен выступил на чемпионате мира в Белграде и выиграл серебряную медаль в двойках на тысяче метрах. Год спустя на мировом первенстве в немецком Дуйсбурге получил серебро и золото в одиночках на десяти километрах и в двойках на одном километре соответственно. Ещё через два года на аналогичных соревнованиях в английском Ноттингеме добавил в послужной список бронзовую и золотую награды, добытые среди одноместных байдарок на тысяче и десяти тысячах метрах. На чемпионате мира 1982 года в Белграде в тех же дисциплинах вынужден был довольствоваться бронзой и серебром, зато в следующем сезоне в финском Тампере одолел всех соперников в десятикилометровой гонке одиночных лодок, став таким образом четырёхкратным чемпионом мира. Будучи одним из лидеров гребной команды Норвегии, благополучно прошёл квалификацию на Олимпийские игры 1984 года в Лос-Анджелесе — стартовал здесь сразу в трёх разных дисциплинах, в одиночках на дистанциях 500 и 1000 метров, а также в двойках на 1000 метрах, но во всех трёх дисциплинах остановился на стадии полуфиналов.
После Олимпиады Эйнар Расмуссен остался в основном составе норвежской национальной сборной и продолжил принимать участие в крупнейших международных регатах. Так, в 1987 году он выступил на чемпионате мира в Дуйсбурге и завоевал в одиночках на десяти километрах бронзовую медаль. Позже отправился представлять страну на Олимпийских играх 1988 года в Сеуле — стартовал в программе одиночных байдарок на полукилометровой дистанции, но сумел дойти только до полуфинала. Вскоре по окончании этих соревнований принял решение завершить карьеру профессионального спортсмена, уступив место в сборной молодым норвежским гребцам.
Его сёстры Ингеборга и Тоне тоже были довольно известными гребчихами, в составе сборной Норвегии участвовали в чемпионатах мира и Олимпийских играх.